# 日本回胴王決定戦
日本回胴王決定戦（にほんかいどうおうけっていせん）は、日本のパチスロに関する大会。2013年開始。

## 概要
パチスロに関する知識を問う筆記テスト、パチスロ実戦での設定当てなどを交えつつも、最終的には出玉数の多いものが勝ち残る形で優勝を競う。ガイドワークス（パチスロ必勝ガイド、パチスロパニック7他）、辰巳出版（パチスロ必勝本、パチスロ7他）、双葉社（パチスロ攻略マガジン、パチスロ激魂他）といったパチスロ情報誌を手がける各社が開催に協力しており、各誌の主要ライターも大会に参加する。優勝者にはラスベガス旅行が贈られる。
主催は第1・2回はパチンコ情報誌『でちゃう!』等の発行元であるtriple a出版だったが、第3回は朝刊スポーツ紙6紙（スポーツニッポン、日刊スポーツ、サンケイスポーツ、スポーツ報知、デイリースポーツ、中日スポーツ&東京中日スポーツ）の共催となった。
大会には京楽産業.の協力を受け、実戦で使用される機種には原則として同社の特定機種が指定されることが恒例となっている。また吉本興業（よしもとクリエイティブ・エージェンシー）も協力しており、大会のスペシャルサポーターは第1回より吉田敬（ブラックマヨネーズ）が務めている。
大会の模様はニコニコ生放送で完全生中継される。

## 大会詳細

### 第1回
- 使用機種：ぱちスロAKB48
- 予選：2013年8月17日（名古屋）・8月18日（大阪）・8月24日（東京）・8月25日（福岡）
- 準決勝：8月31日（東京ドームシティプリズムホール）
- 決勝：9月1日（同上）
- 応募総数：3,360名

### 第2回
- 使用機種：ぱちスロ必殺仕事人
- 予選：2014年8月16日（福岡）・8月17日（名古屋）・8月23日（東京）・8月30日（大阪）・8月31日（仙台）
- 準決勝：9月6日（ベルサール渋谷ガーデン）
- 決勝：9月7日（同上）
- 応募総数：4,699名[2]

### 第3回
- 使用機種：ぱちスロAKB48 バラの儀式
- 予選：2015年11月8日（東京）・11月14日（福岡）・11月15日（大阪）
- 準決勝：11月21日（東京都内）
- 決勝：11月22日（同上）

## 関連イベント
本イベントにちなみ、2014年6月には京楽の関連会社・クロスゲートが運営するオンラインパチンコホール『KYORAKUサプライズらんど』において「回胴王決定戦」が行われたことがある。